# Carolyn Maloney
Carolyn Jane Maloney (de soltera Bosher, 19 de febrero de 1946) es una política estadounidense que fue representante de EE. UU. por el 12.º distrito congresional de Nueva York de 2013 a 2023, y por el 14.º distrito congresional de Nueva York de 1993 a 2013. El distrito incluye la mayor parte del East Side de Manhattan, Astoria y Long Island City en Queens, Greenpoint, Brooklyn, así como Roosevelt Island. Es miembro del Partido Demócrata y se presentó a la reelección en 2022, pero perdió las primarias frente al titular del 10º distrito, Jerry Nadler, después de que la redistribución de distritos los incluyera a ambos en el 12º distrito.
Maloney fue la primera mujer en representar al distrito 7 del Consejo de Nueva York (donde fue la primera mujer en dar a luz mientras ocupaba el cargo). Maloney fue también la primera mujer en presidir el Comité Económico Conjunto. El 17 de octubre de 2019, se convirtió en la primera mujer en presidir el Comité de Supervisión y Reforma de la Cámara de Representantes tras el fallecimiento de Elijah Cummings. El 20 de noviembre de 2019, Maloney fue elegida formalmente para suceder a Cummings.